# Paşahöyük, Reyhanlı
Paşahüyük là một xã thuộc huyện Reyhanlı, tỉnh Hatay, Thổ Nhĩ Kỳ. Dân số thời điểm năm 2011 là 329 người.